# 岩石地层学

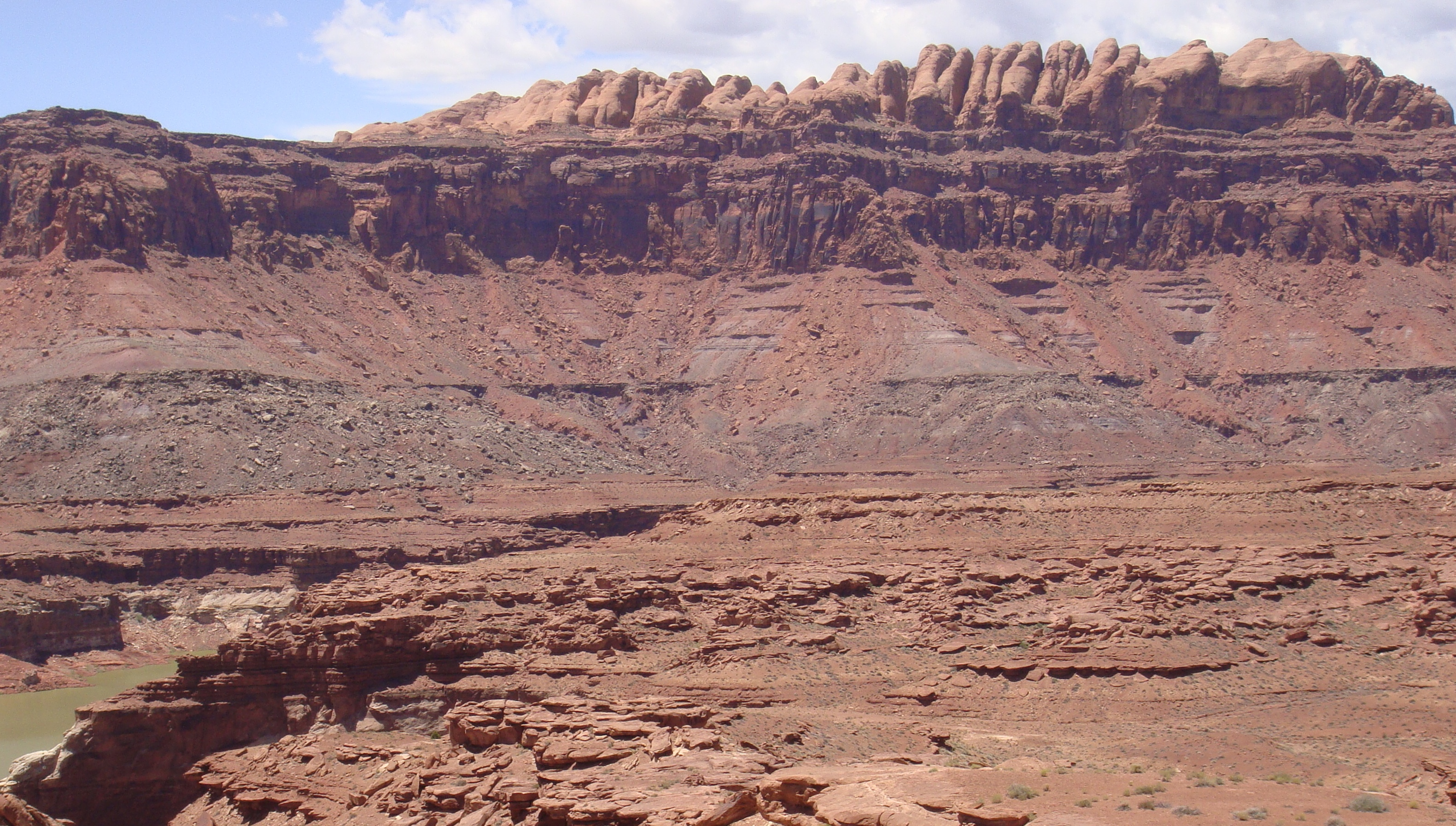
犹他州东南部科罗拉多高原地区二叠纪至侏罗纪的岩石地层构成了保护区内许多著名的突出岩层，如卡皮特尔沙岩国家公园和峽谷地國家公園。从上到下：纳瓦霍砂岩的圆形棕褐色穹顶、层状的红色凯恩塔组、悬崖状、垂直节理的温盖特砂岩、紫色斜坡状钦迪层、浅红色层状的孟科匹组和白色、分层的卡特勒层砂岩，图片来自犹他州格伦峡谷国家娱乐区。

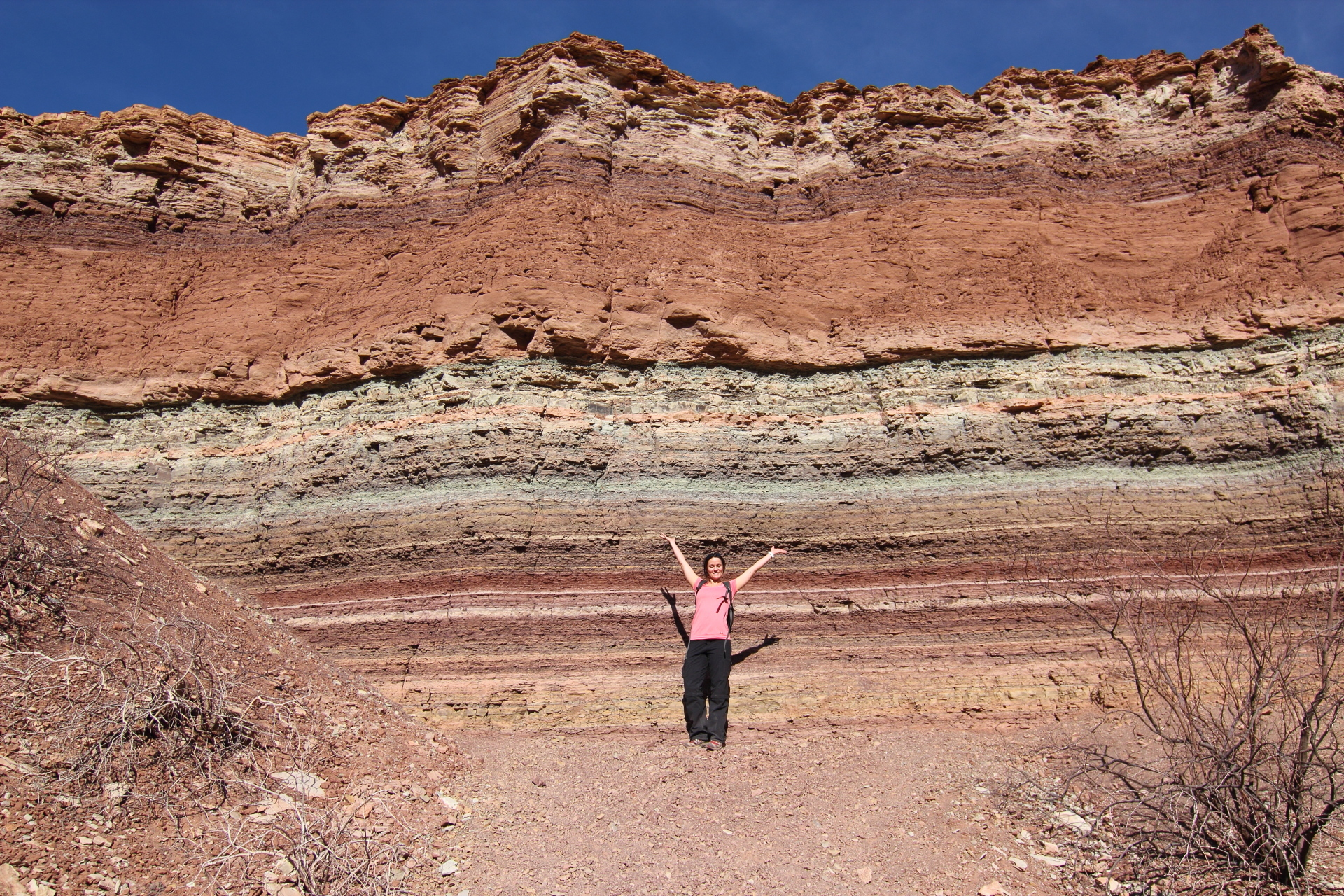
阿根廷萨尔塔地层。

岩石地层学（Lithostratigraphy）是地层学的一个分支学科，是研究地层或岩层的地质科学， 主要聚集于地质年代学、比较地质学和岩石学。
一般来说，地层主要是与岩石形成方式有关的火成岩或沉积岩。沉积层是由与风化过程相关的沉积物堆积、腐烂的有机物（生物成因）或化学沉淀而形成，这些地层通常含有许多可辨别的化石，对生物地层学的研究非常重要。以熔岩流堆积形式出现火成岩层和熔岩碎屑层（称为火山喷发碎屑）都是通过火山喷发到地球表面，并在地下深处形成层状侵入体（Layed intrusion）。火成岩层常没有化石，代表着一个地区地质史上发生过的岩浆或火山活动。
有许多法则被用来解释地层的外观结构，当火成岩穿过沉积岩地层时，我们可以说火成岩侵入体比沉积岩年轻。叠加原理表明，在构造未扰动过的地层中，沉积岩层比其下方的年轻，比上方的更古老；而原始水平律则指出，沉积物的堆积基本上以水平层的形式出现。

## 岩层单位的类型
岩石地层学原理最早由丹麦博物学家尼古拉斯·斯坦诺在1669年的《绪论》论文中确立。岩石地层单元符合叠覆律原理，其现代形式表明，自沉积以来未受到扰动或翻转的任何地层序列中，较年轻的岩石总位于较老的岩石之上；而侧向连续律则指出地层在大区域范围内连续延伸并可追踪。
岩石地层单元是根据可观察到的岩石物理特征（“岩性”）来识别和定义的，一个单元的岩性包括化学和矿物成分、结构、颜色、原生沉积构造、被视为造岩颗粒的化石，或其他有机物质如煤或油母质。化石的分类并非定义岩石地层单位岩性的基础，地层的描述是依据物理外观所确定的“岩相”（facies）。
岩石地层单元的正式描述通常包括一个“典型剖面”的“层型”，理想的典型剖面应是能显示整个厚度的良好暴露单元，如果该单元没有完全暴露在外，或者显示出明显的横向变异，则可定义其它的“参考剖面”。现代地层学编纂之前已长期建立的岩石地层单位，或缺乏扁平形状的岩性地层单位（如火山穹丘），可用典型产区的剖面作为这类层型的替代剖面。定义该单元的地质学家应详细描述层型，以便其他地质学家能够明确识别该种单元。
岩性体：性质基本一致的岩体，与相邻不同岩性的岩体具有层位交错关系，如页岩岩质体、石灰岩岩质体。岩石地层的基本单位为“组”（Formation），组是一种岩性独特的地层单位，其大小足以测绘和追踪。组可细分为“段”（Member）和“层”（Bed），并与其他地层组合为群（Group）和超群（Supergroup）。
。

## 地层关系
两种接触类型：“整合”和“非整合”。

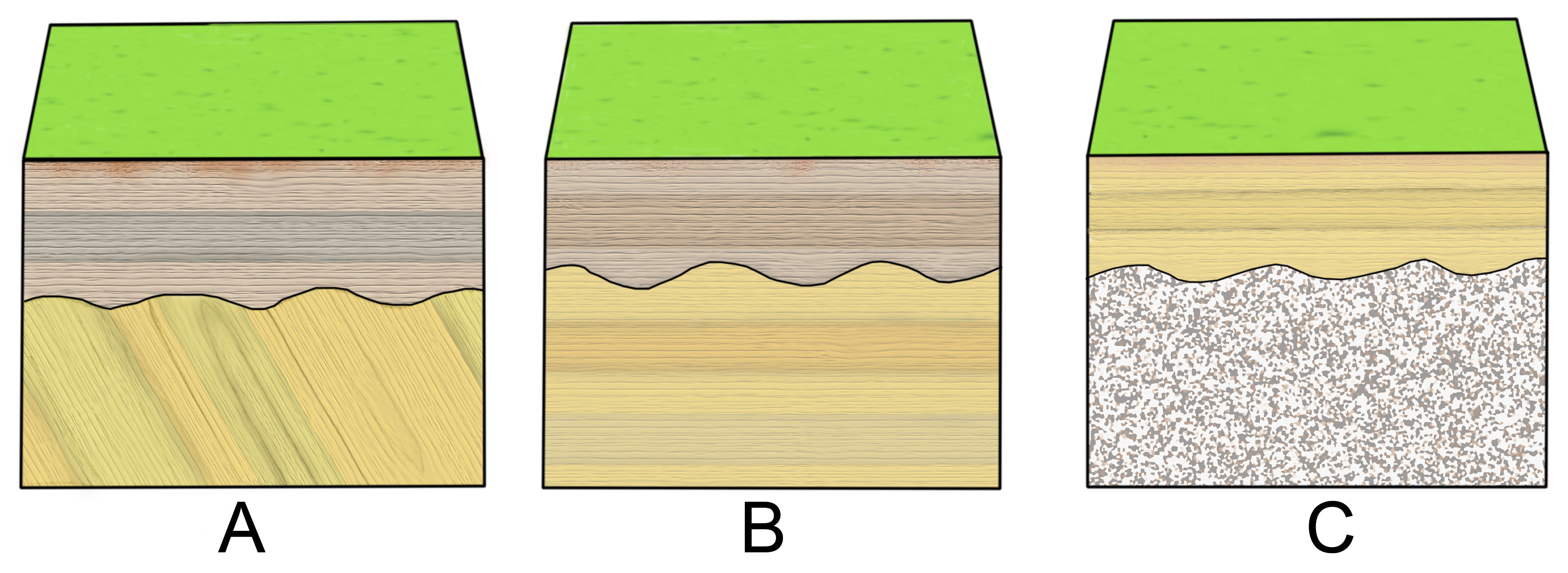
地层关系示意图：A：角度不整合；B：平行不整合；C：非整合。

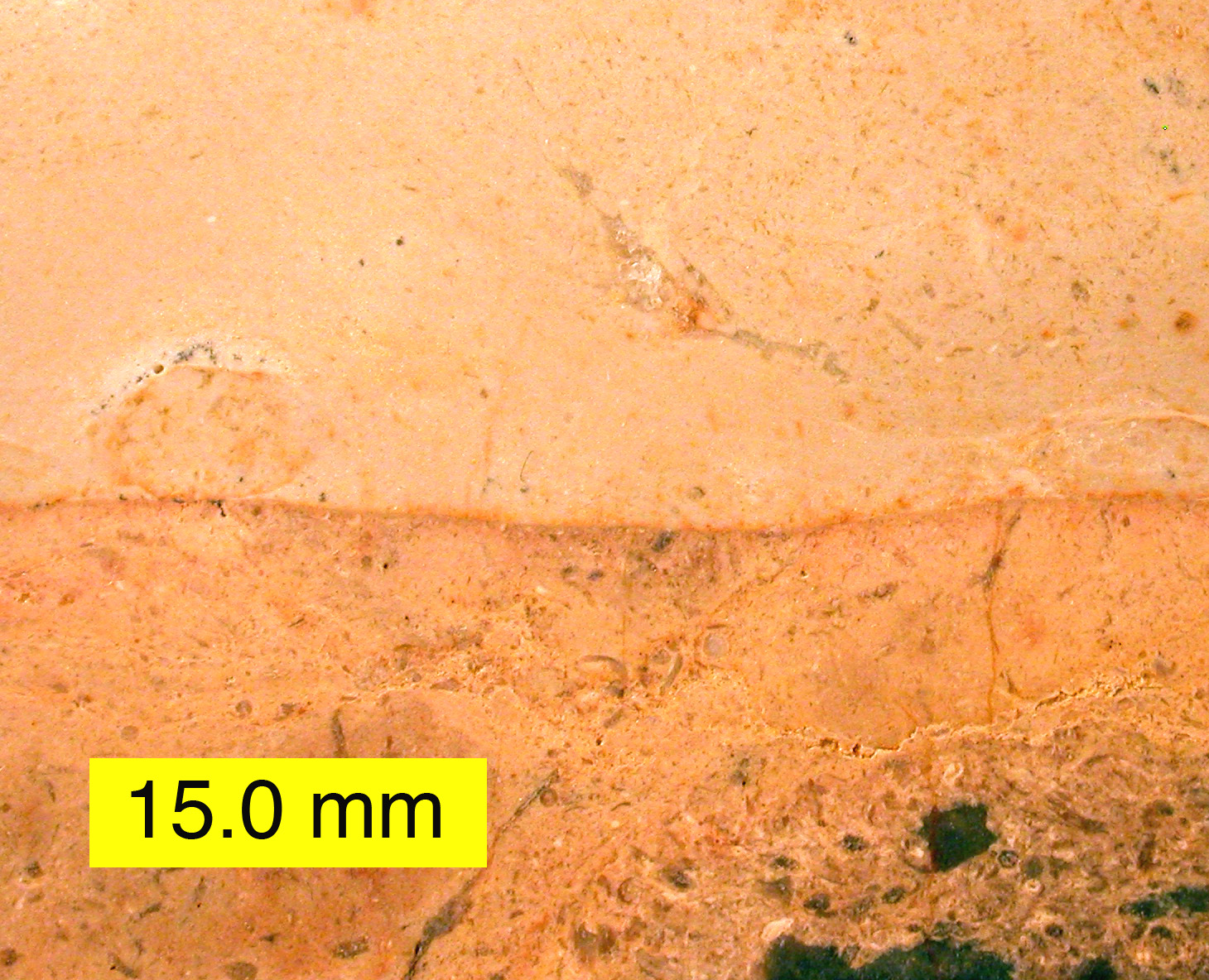
德克萨斯州下白垩统爱德华兹组与被它覆盖的下二叠统石灰岩之间为非整合关系；二者间断时间约为1.65亿年。

“整合”：完整连续的沉积，无断裂或中断（地质记录连续性的破裂或中断），由此产生的表层地层称为“整合”。 
整合地层之间的两种接触类型：“突变接触”（岩性明显不同的直接分隔层，略微的沉积间断，被称为“小间断”）和“渐变接触”（沉积物、混合区逐渐变化）。 
“非整合”：侵蚀/非沉积期间产生的岩层表面称为非整合。
四种不整合类型：
- “角度不整合”：较年轻的沉积物坐落在古老倾斜或褶皱岩石的受侵蚀表面上，较老岩石的倾向坡与较年轻岩石处于不同的角度。
- “平行不整合”：新旧层之间的接触以可见到的不规则侵蚀面为标志。由于无沉积环境，古土壤（Paleosol）可能在不整合面正上方发育。
- “准整合”：不整合面上下方层面平行，存在时间间隙，如动物区系中断所示，但是没有侵蚀，只是一段时间内没有沉积。
- “非整合”：相对年轻的沉积物堆积在较老的火成岩或变质岩正上方。

## 岩石地层对比
为对比岩石地层单位，地质学家定义岩相，并寻找可作为基准的关键层或关键层序。 
- 直接对比：基于岩性、颜色、结构、厚度...
- 间接对比：电测记录关系（伽马射线、密度、电阻率...）[6]

地质对比是重建沉积盆地中分层几何结构的主要工具，岩性对比是一个过程，它决定了地质剖面中位于不同位置的那些层（地层）现在（或过去）属于同一地质体。该种鉴定是依据对岩石物理和矿物学特征的比较，以及被称为斯坦诺的一般假设原理 （页面存档备份，存于）：
1. 沉积地层按时间顺序出现：最年轻的在顶部；

2. 地层原本是水平的；

3. 地层向各个方向延伸，直到变薄或遇到障碍物。
结果显示为关联方案（A）。实际的关联有很多困难：各层间边界模糊，层中岩石成分和结构多样，岩序间的不整合等，这就是为什么在关联方案中错误并不罕见的原因。当可用剖面间的距离缩小时（例如，钻探新的探井），关联质量正在提高，但与此同时，错误的地质决策可能将增加地质项目费用。

## 岩相地层学
叠覆律不适用于缺少原生层理的侵入体、高度变形或变质的非层状岩体，此类岩体被描述为“岩相”，并根据岩石特征加以确定和划分。1983年《北美地层规范》采用了与地层类似的正式术语“岩体”，它相当于一个组；而一个“岩套”，类似于一个“群”；一个“超套”，则类似于一个“超群”。“岩体”是一个基本单元，应具有独特且一致的岩性特征，由单一岩石类型或两种或两种类型以上的岩石混合组成，从而将该单元与其周围的岩石区分开来。与组一样，一个岩相单位将被赋予一个与岩石名或类型描述词相结合的地理名称。术语“岩套”则不推荐使用，同样已正规化的术语“复合体”适用于两种或两种以上成因类（沉积、变质或火成）岩体。为此建立了两种岩体单位层级：
| 超级岩套 | 超复合体   |
| 岩套     | 复合体     |
| 岩体     | (无相等物) |

瑞典也采用了类似的规则。但，1994年《国际地层学指南》将来源不明的深成岩体和非层状变质岩视为岩石地层学中的特例。

## 另请查看
- 生物地层学
- 年代地层学
- 地形地层学
- 地球科学

## 脚注
1. ↑  Steno 1916.
2. ↑  Boggs 2006，第399頁.
3. ↑  Brookfield 2004，第116頁.
4. ↑  North American Commission on Stratigraphic Nomenclature 2005，第1547–1591頁.
5. ↑  North American Commission on Stratigraphic Nomenclature 2005，第1563頁.
6. ↑  Olea & Sampson 2003.

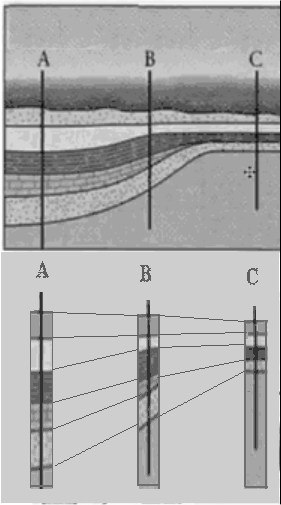
（A）关联方案表明在不同位置被穿透的层属于同一主体

7. ↑  Web Solutions LLC.
8. ↑  Voronin 1973.
9. 1 2  Subcomission on Quaternary Stratigraphy 2002.

## 参引文献
- Boggs, Sam.  4th. Upper Saddle River, N.J.: Pearson Prentice Hall. 2006. ISBN 0131547283.
- *Brookfield, Michael E. . Malden, Mass.: Blackwell Publ. 2004  [12 November 2014]. ISBN 978-1-4051-1164-5. （原始内容存档于2020-08-06）.
- Kumpulainen, Risto A. . GFF. 17 October 2016, 139 (1): 3–20. doi:10.1080/11035897.2016.1178666 .
- North American Commission on Stratigraphic Nomenclature.  (PDF). AAPG Bulletin. November 2005, 89 (11): 1547–1591  [8 August 2020]. doi:10.1306/07050504129. （原始内容存档 (PDF)于2021-03-18）.
- Olea, Ricardo A.; Sampson, Robert J.  (PDF). 2003  [1 November 2020]. （原始内容存档 (PDF)于2015-09-06）.
- Steno, Nicolas. . 由Winter, John翻译. New York, The Macmillan company; London, Macmillan and company, limited. 1916 [1669].
- Subcomission on Quaternary Stratigraphy. . 2002  [10 May 2020]. （原始内容存档于2021-06-28）.
- Voronin, Y.A. . Novosibirsk, Yakutsk: The Computer Center, Siberian Division of the USSR Academy of Sciences. 1973.
- Web Solutions LLC. . science.jrank.org.   [2021-09-17]. （原始内容存档于2021-09-17）.